# Orso di cristallo
L'Orso di cristallo (Gläserner Bär) è un premio assegnato ogni anno durante il Festival di Berlino ai migliori lungometraggi della sezione Generation, dedicata a bambini e ragazzi e attualmente suddivisa in due sotto-sezioni riservate ai più giovani (Kplus) e agli adolescenti (14plus).
Inaugurata nel 1978 con il nome Kinderfilmfest (la denominazione Generation è stata introdotta nel 2007) la sezione ha iniziato l'assegnazione degli Orsi di cristallo nella Berlinale del 1994 da parte della Children's Jury, giuria nazionale composta da membri di età compresa tra 11 e 14 anni.
Dal 2004 la sezione è suddivisa nelle due attuali sotto-sezioni e gli Orsi di cristallo sono assegnati da due giurie nazionali, la Children's Jury per la Kplus (con membri di 11-14 anni) e la Youth Jury per la 14plus (con membri di 14-18 anni).

## Albo d'oro

### Kinderfilmfest (1994-2007)
- 1994: No Worries, regia di David Elfick (Australia, Regno Unito)
- 1995: De tasjesdief, regia di Maria Peters (Paesi Bassi)
- 1996: My Friend Joe, regia di Chris Bould (Regno Unito, Germania, Irlanda)
- 1997: Der Flug des Albatros, regia di Werner Meyer (Germania, Nuova Zelanda)
- 1998: Where the Elephant Sits, regia di Mark Lowenthal (USA)
- 1999: The Tic Code, regia di Gary Winick (USA)
- 2000: Un sogno realizzato (Tsatsiki, morsan och polisen), regia di Ella Lemhagen (Svezia, Danimarca, Norvegia, Islanda)
- 2001: Jimmy Grimble (There's Only One Jimmy Grimble), regia di John Hay (Regno Unito, Francia)
- 2002: Glasskår, regia di Lars Berg (Norvegia, Svezia)
- 2003: Elina (Elina - Som om jag inte fanns), regia di Klaus Härö (Svezia, Finlandia)

#### Categoria Kplus
- 2004: Magnifico, regia di Maryo J. de los Reyes (Filippine)
- 2005: Bluebird, regia di Mijke de Jong (Paesi Bassi)
- 2006: We Shall Overcome (Drømmen), regia di Niels Arden Oplev (Danimarca)
- 2007: Dek hor, regia di Songyos Sugmakanan (Thailandia)

#### Categoria 14plus
- 2004: The Wooden Camera, regia di Ntshaveni Wa Luruli (Francia, Regno Unito, Sudafrica)
- 2005: I figli della guerra (Voces inocentes), regia di Luis Mandoki (Messico, USA, Porto Rico)
- 2006: Fyra veckor i juni, regia di Henry Meyer (Svezia)
- 2007: Adama Meshuga'at, regia di Dror Shaul (Israele, Germania, Francia, Giappone)

### Generation (2007-oggi)

#### Categoria Kplus
- 2008: Sotto le rovine del Buddha (Buda as sharm foru rikht), regia di Hana Makhmalbaf (Iran, Francia)
- 2009: C'est pas moi, je le jure!, regia di Philippe Falardeau (Canada)
- 2010: Sui yuet san tau, regia di Alex Law (Hong Kong)
- 2011: Keeper'n til Liverpool, regia di Arild Andresen (Norvegia)
- 2012: Arcadia, regia di Olivia Silver (USA)
- 2013: The Rocket, regia di Kim Mordaunt (Australia, Thailandia, Laos)
- 2014: Killa, regia di Avinash Arun (India)
- 2015: Min lilla syster, regia di Sanna Lenken (Svezia, Germania)
- 2016: Ottaal, regia di Jayaraaj (India)
- 2017: Piata lod, regia di Iveta Grofova (Slovacchia, Repubblica Ceca)
- 2018: Les rois mongols, regia di Luc Picard (Canada)
- 2019: Une colonie, regia di Geneviève Dulude-De Celles (Canada)
- 2020: Sweet Thing, regia di Alexandre Rockwell (USA)
- 2021: Non assegnato
- 2022: Non assegnato
- 2023: Sweet As, regia di Jub Clerc (Australia)

#### Categoria 14plus
- 2008: The Black Balloon, regia di Elissa Down (Australia, Regno Unito)
- 2009: My Suicide, regia di David Lee Miller (USA)
- 2010: Neukölln Unlimited, regia di Agostino Imondi e Dietmar Ratsch (Germania)
- 2011: On the Ice, regia di Andrew Okpeaha MacLean (USA)
- 2012: Lal Gece, regia di Reis Çelik (Turchia)
- 2013: Bejbi blues, regia di Katarzyna Roslaniec (Polonia)
- 2014: 52 Tuesdays, regia di Sophie Hyde (Australia)
- 2015: Flocken, regia di Beata Gårdeler (Svezia)
- 2016: Es esmu šeit, regia di Renārs Vimba (Lettonia)
- 2017: Butterfly Kisses, regia di Rafael Kapelinski (Regno Unito)
- 2018: Fortuna, regia di Germinal Roaux (Svizzera, Belgio)
- 2019: Hölmö nuori sydän, regia di Selma Vilhunen (Finlandia, Paesi Bassi, Svezia)
- 2020: Notre-Dame du Nil, regia di Atiq Rahimi (Francia)
- 2021: Non assegnato
- 2022: Non assegnato
- 2023: Adolfo, regia di Sofia Auza (USA, Messico)